# (1433) Geramtina
(1433) Geramtina ist ein Asteroid des Hauptgürtels, der am 30. Oktober 1937 vom belgischen Astronomen Eugène Joseph Delporte in Ukkel entdeckt wurde.
Der Name des Asteroiden ist aus Namensfragmenten der Schwester des schwedischen Astronomen Bror Ansgar Asplind zusammengesetzt.